# Ingrid Seddig
Ingrid Seddig (* 2. Mai 1926 in Vietkow, Landkreis Stolp; † 2008 in Leutenbach-Nellmersbach bei Stuttgart) war eine deutsche Bildhauerin, die vor allem im Bereich Sakrale Kunst tätig war.

## Leben und Werk

Ingrid Seddig im Atelier, 1980

Ingrid Seddigs Familie wurde 1947/1948 aus Pommern vertrieben. Nachdem ihr Vater bereits 1936 verstorben war, lebte Ingrid Seddig zunächst mit ihrer Schwester in einem Flüchtlingslager, bis die Mutter aus sowjetischer Gefangenschaft entlassen wurde und zu ihren Töchtern kam. Mit knapp 23 Jahren kam sie nach Hessen und begann eine Ausbildung zur Schneiderin.
In den 1950er Jahren besuchte sie die Bildhauerschule Biedenkopf, wo Paul Wedepohl sie förderte. Auf seine Anregung hin ging sie 1954 zu Giacomo Manzù an die Salzburger Sommerakademie. Bereits während dieses Studienaufenthaltes entwickelte sie aus klassischen Aktstudien ein figuratives Programm, das die Grundlage für ihr Werk insgesamt bildete. Manzù beeinflusste insbesondere ihr Verhältnis zum plastischen Ausdruck.
Die Grundlage ihres Werkes entdeckte Ingrid Seddig schon früh in der menschlichen Figur. Sie widerstrebte damit dem allgemeinen Trend der deutschen Nachkriegsplastik, die ihren Ausdruck meist im Abstrakten fand. Ihre natürliche, zurückhaltende Formensprache bei gleichzeitiger Lebendigkeit der Oberfläche wurde spätestens seit den 60er Jahren ein wichtiges Merkmal ihrer Arbeit. Stets der zeichenhaften Reduzierung der Moderne verhaftet, fand ihr Stil bald auch Anklang bei den Auftraggebern der evangelischen Kirche, für die Ingrid Seddig zahlreiche Chorraumausstattungen schuf. Ihre Arbeiten im sakralen und öffentlichen Raum finden sich zumeist im Stuttgarter Umfeld.

Die Sitzende, 1995

- Beispiele sind die Wandgestaltung der Markuskirche in Aalen, die komplette Chorraumausstattung der Osterfeldkirche Esslingen oder Das letzte Abendmahl und die Bleiglasfenster der Dietrich-Bonhoeffer-Kirche in Heilbronn-Kirchhausen. Hervorzuheben sind auch ihre modern und klar gestalteten Bronzeportale der Pauluskirche in Fellbach, der evangelischen Kirche Winterlingen sowie der Versöhnungskirche im Pommernzentrum in Lübeck.  Auch in ihren freien Arbeiten zeigte sie eine klare und überindividualisierte Charakterisierung der Figuren, die ihr stets als Transportmittel religiöser und menschlicher Inhalte dienten.[4] Spätestens ab den 1970er Jahren fand sie in der menschlichen Figur zu ihrer eigenen klaren Formensprache. Beispiele sind insbesondere Arbeiten wie eine Sitzende (1997) und ein Gekreuzigter/Segnender (1986), die ganz im Dienst der Aussage stehen und eine kontemplative Ruhe ohne Beiwerk als reine Stimmung vermitteln.[5]

Seit den frühen 1960er Jahren lebte Ingrid Seddig mit dem Bildhauer Alfred Tme (1938–2008) zusammen. Im Jahr 1966 kam die gemeinsame Tochter Ina zur Welt. Von 1986 bis 2008 lebte das Künstlerpaar in Nellmersbach bei Stuttgart.

## Auszeichnungen
- 1994: Grand Prix Public Ara der Internationalen Kunstausstellung Annonay
- 1998: Pommerscher Kulturpreis für Kunst der Pommerschen Landsmannschaft

## Werke (Auswahl)

### Sakrale Werke

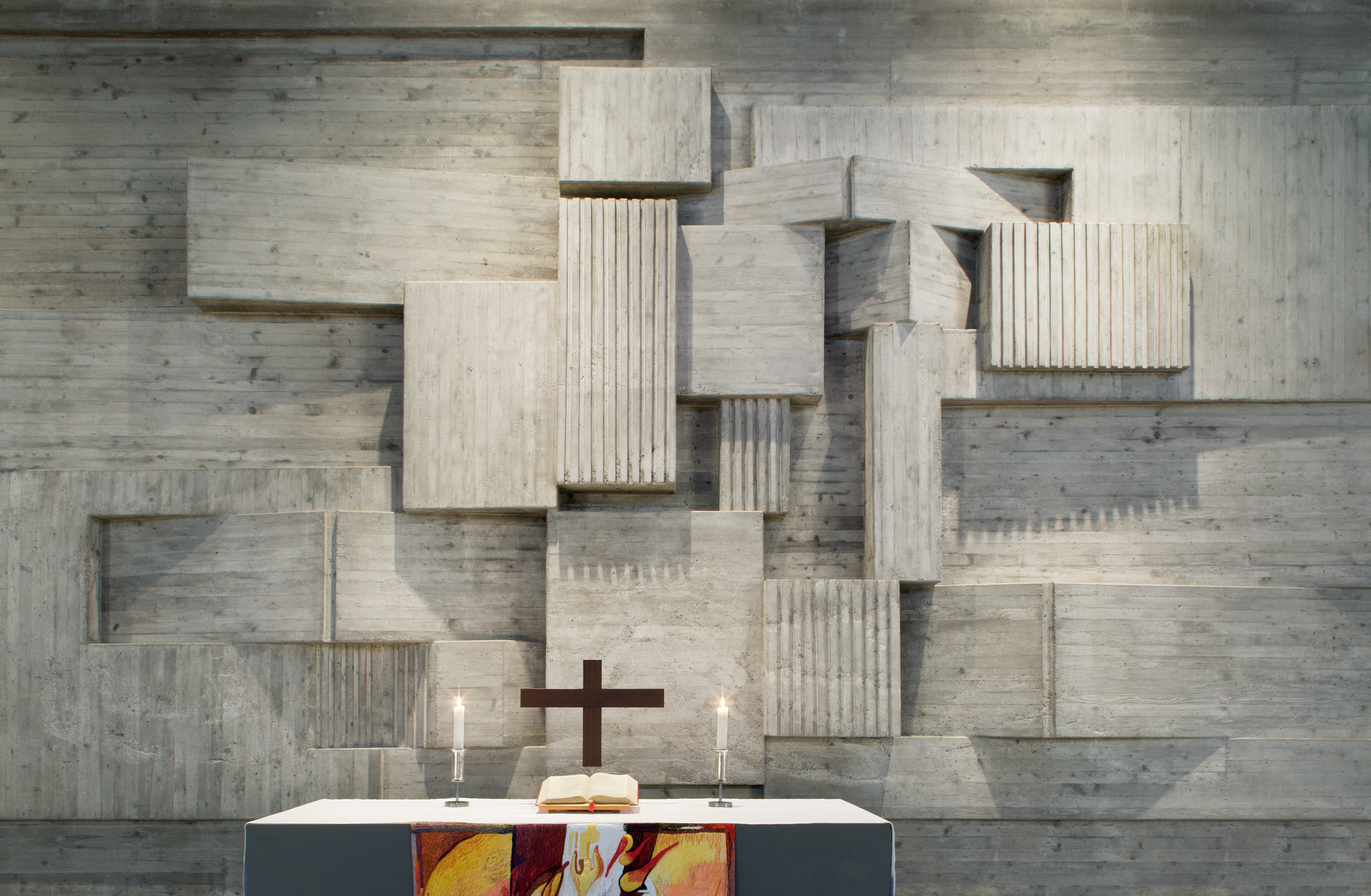
Markuskirche Aalen, Wandgestaltung, 1967

- Melanchtonkirche Fellbach: Kreuz, Altar, Taufstein, Leuchter, Kanzel; 1964.
- Evangelische Haigstkirche Stuttgart: Taufstein; 1964.[6]
- Markuskirche Aalen: Wandgestaltung, Taufstein, Taufgeschirr; 1967.
- Evangelische St.-Bernhards-Kirche Holzheim: Taufsteindeckel; 1967.
- Brittheim: Taufgerät für den gotischen Taufstein; 1968[7]
- Lutherkirche Fellbach: Altarkreuz, Lesepult; 1971.
- Auferstehungskirche Kirchheim unter Teck: Wandfries, Taufstein, Altar, Lesepult; 1972.
- Ev. Kirche Winterlingen: Bronzetüren, Altarkreuz, Altar, Taufstein, Kanzel; 1976.

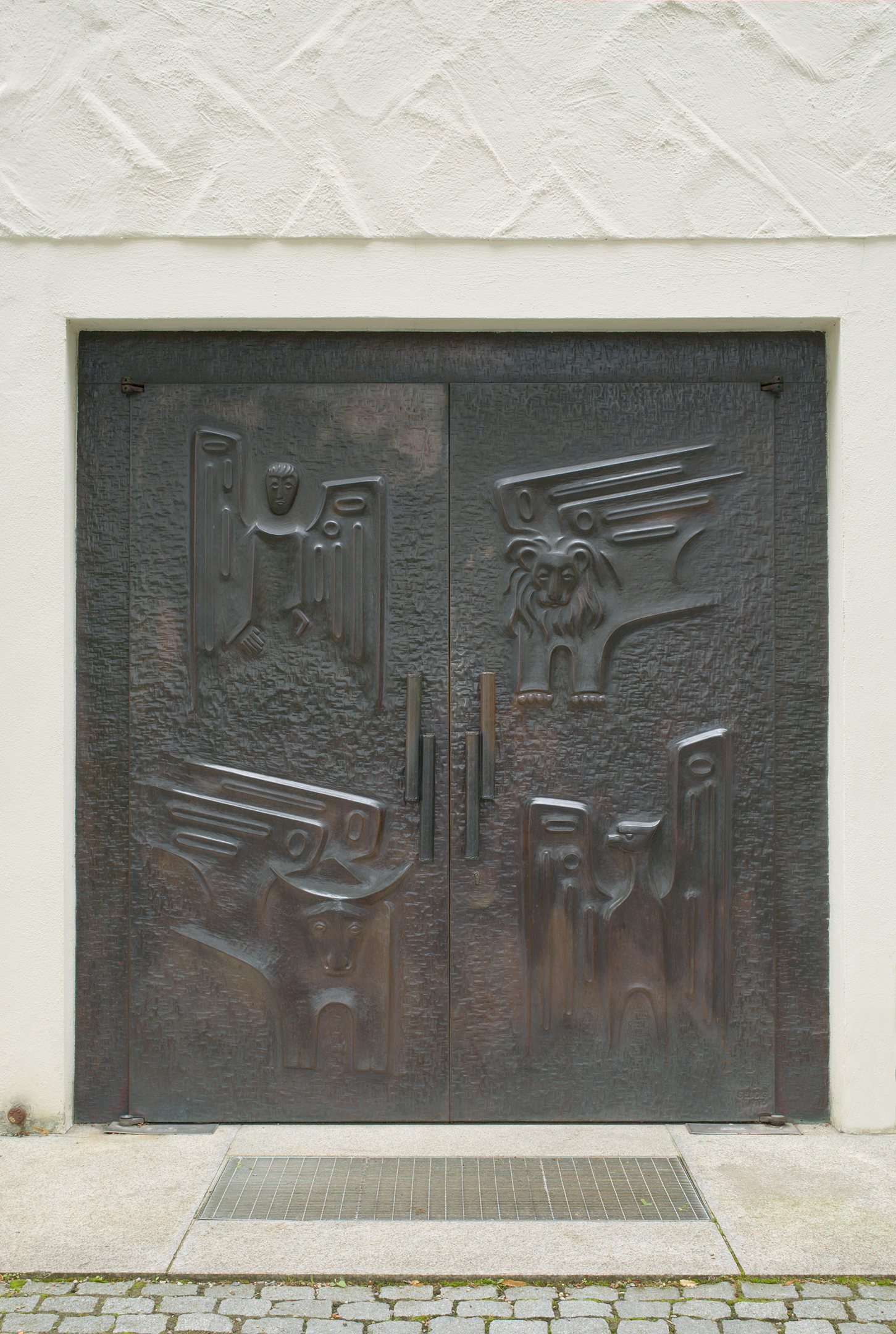
Ev. Kirche Winterlingen, Portal, 1976

- Osterfeldkirche Esslingen-Berkheim: Kreuz,[8] Altar, Taufstein, Leuchter, Lesepult; 1977
- Kreuzkirche St. Hedelfingen, Altarkreuz; 1980.
- Pauluskirche Fellbach, Portale; 1980; Kupfer.
- Ev. Kirche Ellhofen: Relief „Kommet her zu mir alle“. 1982; Bronze.
- Gemeindehaus Korb-Kleinheppach: Bronzetüren; 1984.
- Dietrich-Bonhoeffer-Kirche Heilbronn-Kirchhausen; Relief, Altar, Lesepult, Fenster; 1986.
- Dreieinigkeitskirche Stuttgart-Vaihingen: Relief, Kreuz; 1989.
- Stadtkirche Vaihingen, Ambo; 1990; Holz. Taufleuchter; 2004.
- Versöhnungskirche im Pommernzentrum Lübeck: Bronzetüren, Barbarafenster, Taufschale; 1991.
- Aussegnungshalle Nellmersbach: Christus am Kreuz, 2000.Portal der Versöhnungskirche im Pommernzentrum, Lübeck, 1991

Portal der Versöhnungskirche im Pommernzentrum, Lübeck, 1991

### Arbeiten im öffentlichen Raum
- Bär vor der Kreissparkasse Grunbach, 1968, Muschelkalk
- Wandgestaltung der Schwabenlandhalle, Fellbach, 1976, Gauinger-Travertin
- Versöhnung, Plastik vor dem Ludwig Raiser Haus, Bad Cannstatt, 1983, Bronze
- Begegnung, Gemeinde Renningen, 1984
- Mahnmal für die Opfer der Vertreibung, Bad Cannstatt, 1986, BronzeVertriebenendenkmal in Bad Cannstatt

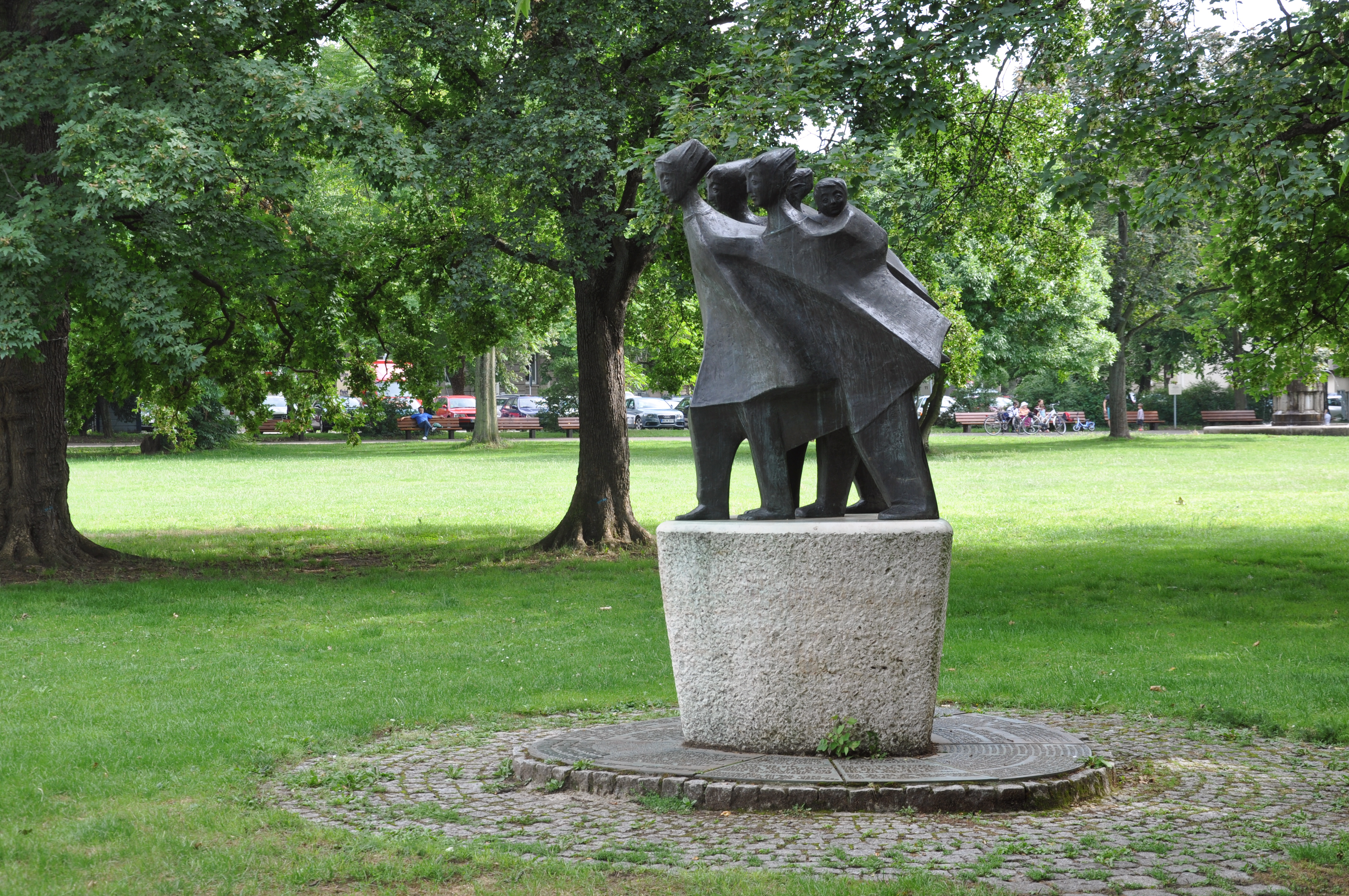
Vertriebenendenkmal in Bad Cannstatt

- Schmied-Brunnen, Fellbach-Schmiden, 1992
- Begegnung, vor dem Motorenwerk Bad Cannstatt, 1993

## Ausstellungen (Auswahl)
- 1966: Ostdeutsche Galerie, Regensburg
- 1975: Schloß Weil, Esslingen
- 1976: Landratsamt Waiblingen
- 1976: Trinkhalle, Wildbad
- 1978: Museum Helferhaus, Backnang
- 1979: Galerie Kunsthöfle, Bad Cannstatt
- 1981: Galerie in der Wendlinskapelle, Marbach
- 1982: Galerie Steinbach-Krüsmann, Münster
- 1986: Haus der Heimat, Stuttgart
- 1993: Schloss Urbach, Urbach
- 1994: Salon International, Chateau de la Lombardiere, Annonay
- 1996: Temperamenti, Chioggia, Italien
- 2001: Rathaus Kernen i. Remstal (Rommelshausen)
- 2006: Rathaus Nellmersbach